# Gongjo
Pour plus de détails, voir Fiche technique et Distribution.
Gongjo (hangeul : 공조 ; litt. « Coopération ») est un film d'action sud-coréen réalisé par Kim Seong-hoon, sorti en 2017.
Il connait un grand succès en Corée du Sud où il totalise 7 817 459 d'entrées dans le box-office de 2017.

## Synopsis
Im Cheol-ryung (Hyun Bin), un enquêteur nord-coréen spécialement formé, coopère avec le détective sud-coréen Kang Jin-tae (Yoo Hae-jin) pour traquer Cha Ki-seong (Kim Joo-hyuk (en)), le chef d'une organisation nord-coréenne illégale qui se cache dans le Sud.

## Fiche technique
- Titre : Gongjo
- Titre original : 공조
- Titre anglais : Confidential Assignment
- Réalisation : Kim Seong-hoon
- Scénario : Yoon Hyeon-ho
- Photographie : Lee Seong-jae
- Montage : Lee Jin
- Musique : Hwang Sang-joon
- Production : Yoon Je-kyeon
- Société de production : JK Film
- Société de distribution : CJ Entertainment
- Pays d’origine :  Corée du Sud
- Langue originale : coréen
- Format : couleur
- Genre : action, policier et comédie dramatique
- Durée : 125 minutes
- Date de sortie :
  - Corée du Sud : 18 janvier 2017

## Distribution
- Hyun Bin : Im Cheol-ryeong
- Yoo Hae-jin : Kang Jin-tae
- Kim Joo-hyuk (en) : Cha Ki-seong
- Jang Young-nam (en) : Park So-yeon
- Lee Dong-hwi (en) : Park Myeong-ho
- Yoona : Park Min-yeong
- Kong Jung-hwan : Seong Kang
- Lee Hae-Young : le commissaire Pyo
- Park Min-ha (en) : Kang Yeon-ah
- Jun Gook-hwan : Won Hyeong-sool
- Uhm Hyo-sup (en) : le président Yoon
- Lee Yi-kyung : l’inspecteur Lee Dong-hoon
- Shin Hyun-bin (en) : Hwa-ryeong
- Park Gene-woo : Jang Chil-bok

## Accueil

### Sorties
Gongjo est vendu dans 42 pays, y compris les États-Unis et plusieurs pays d'Asie,.
- Aux États-Unis : 27 janvier 2017
- Au Canada : 3 février 2017
- En Australie et Nouvelle-Zélande : 9 février 2017
- À Hong Kong et Macao : 16 février 2017
- À Taïwan : 17 février 2017
- Au Viêt Nam : 3 mars 2017
- En Inde, Mongolie et Philippines : en attente d'une date de sortie

### Box-office
Gongjo commence en seconde position au box-office sud-coréen le 18 janvier. Il atteint la première place la semaine suivante avec un total de 4 millions d'entrées, le 30 janvier, et dépasse les 5 millions deux jours plus tard.

## Distinctions

### Récompenses
- Baeksang Arts Awards 2017 : Actrice la plus populaire pour Yoona
- FanTasia 2017 : Action! Award

### Nomination
- Baeksang Arts Awards 2017 : Meilleur nouvelle actrice pour Yoona